# Mối hận truyền kiếp
Pitsawat (tên tiếng Thái: พิษสวาท, tên tiếng Việt: Mối hận truyền kiếp) là phim truyền hình Thái Lan phát sóng vào năm 2016. Phim phát sóng trên đài OneHD 31 Thái Lan từ ngày 19 tháng 07 năm 2016. Phim với sự tham gia của Nawat Kulrattanarak và Woranuch Wongsawan. Bộ phim này đạt rating cao nhất của Đài One năm 2016 (tập cuối rating 5.1), cùng một số giải thưởng danh giá.

## Nội dung
Nghệ sỹ múa Ubon được gả cho Praawan, một vị tướng lẫy lừng những năm cuối cùng của triều đại Ayutthaya. Khi đại quân Angko tiến đánh Ayutthaya, trước tình hình nguy cấp, Praawan đã đưa Ubon - người vợ mà chàng yêu thương nhất, đến khu mật thất nơi chôn giấu báu vật của hoàng gia. Tại đây, với ý nguyện của Praawan, Ubon đã cất lời thề nguyện sẽ bảo vệ bảo vật để truyền lại cho đời sau bằng cả trái tim và linh hồn. Ngay sau đó, Praawan đã chặt đầu Ubon để linh hồn nàng ở lại mãi mãi trong bóng tối thực hiện nhiệm vụ giữ báu vật.
249 năm sau, nhà khảo cổ học Akkani (vốn là Praawan chuyển kiếp) vướng vào một vụ án trộm cổ vật. Những tên trộm cổ vật chết bí ẩn, bác sĩ phẫu thuật tử thi Jeattha vốn là đàn em thân thiết của Akkani nhờ anh đến giúp đỡ điều tra vụ án. Về phía Ubon, nàng bị giam cầm 249 năm nên trong lòng đầy uất hận và giận dữ. Giờ đây, nàng muốn gặp lại Praawan và bắt hắn phải trả giá cho tội lỗi đã gây ra với nàng. Ubon đã cầu xin đấng tối cao để được quay trở lại nhân gian.
Đấng tối cao đã cho Ubon một cơ hội để quay về tìm lời giải cho những uất hận trong lòng và tìm người kế nhiệm, nếu không nàng sẽ phải ở lại bảo vệ tài sản mãi mãi. Đánh đổi tất cả, nàng quay lại nhân gian với cái tên Sarochini và tiếp cận Akkani với mục đích lấy đi cuộc sống của anh, biến anh thành người kế nhiệm.

## Diễn viên
- Woranuch Wongsawan as Sarochinee/Ubon
- Nawat Kulrattanarak as Akkanee/Khun Pra
- Jespipat Tilapornputt as Chayta/Chayt
- Raviyanun Takerd as Thipapa [Present] / Thip [Past]
- Athiwat Sanitwong as Danai [Present] / Phraya Phonlathep [Past]
- Nuttakrit Kasetphibal as Poo Kong Krit
- Dechbadin Chaitongdee as Yai
- Kriengkrai Oonhanun as Ponlatoh Akkara/Pra Horajaan
- Parnlekha Wanmuang as Ampawan
- Patharawarin Timkul as Arunchai Alongkornsakun
- Anusara Chantarangsi as Rampa
- Paramej Noiam as Sunthorn
- Phutharit Prombandal as Narong
- Ruengrit Wisamol as Wichit
- Sudthasit Podthasak
- Ron Banjongsang as Khun Wijit
- Porjet Kenpet as Monk
- Sunotri Chotiphan as [Child's mother at the exorciser]

## Ca khúc nhạc phim
- หัวใจคนรอ / Hua Jai Kon Ror - Pin The Star 12
- หัวใจคนรอ / Hua Jai Kon Ror - Preen The Star 12
- Trái tim kẻ đợi chờ - Ngân KiNa (bản tiếng Việt)

## Rating
- Tập 1: 2.6
- Tập 2: 2.4
- Tập 3:
- Tập 4:
- Tập 5:
- Tập 6: 2.6
- Tập 7: 2.6
- Tập 8: 2.2
- Tập 9: 2.6
- Tập 10: 2.5
- Tập 11: 3.3
- Tập 12: 2.8
- Tập 13: 3.9
- Tập 14: 3.6
- Tập 15: 4.0
- Tập 16: 4.2
- Tập 17: 4.4
- Tập 18: 5.33

Trung bình: 3.27 (Rating cao nhất Lakorn One 2016)